# 가봉 올림픽 위원회
가봉 올림픽 위원회(프랑스어: Comité Olympique Gabonais)는 가봉을 대표하는 국가 올림픽 위원회이다. IOC 코드는 GAB이다. 본부는 리브르빌에 있으며 아프리카 국가 올림픽 위원회 연합에 소속되어 있다.
1965년에 설립되었으며 1968년에 국제 올림픽 위원회의 승인을 받았다. 올림픽, 올아프리카 게임을 비롯한 국제 스포츠 대회에 참가하는 가봉의 선수들을 대표한다.

## 같이 보기
- 올림픽 가봉 선수단